# Patrick Englund
Karl Claes Patrick Englund, född 28 december 1965 i Uppsala är en före detta fotbollsspelare i bland annat Slätta SK, IK Brage och AIK och vann SM-guld med AIK 1998. Några omgångar in i Fotbollsallsvenskan 2004 hoppade AIK:s dåvarande tränare Richard Money av sitt uppdrag och Patrick Englund tillträdde. Detta var utan vidare lycka och AIK flyttades ner till Superettan.
Efter tränarkarriären verkar Englund som spelaragent1 genom företaget Incanto AB. Max von Schlebrügge är en klient.
1 Svenska Fotbollförbundet